# Entre Douro e Vouga
O Entre Douro e Vouga foi uma sub-região estatística portuguesa, já extinta, parte da Região Norte e da Área Metropolitana do Porto, integrados na nova NUTS III da  Área Metropolitana do Porto. Todos os concelhos estão integrados no Distrito de Aveiro, na parte do seu extremo noroeste. Confina com o Grande Porto e o Tâmega, a leste com o Dão-Lafões e a sul e a oeste com o Baixo Vouga. Tem uma área de 859 km² e uma população de 274 859 habitantes (INE 2011).
Compreende 5 concelhos:
- Arouca
- Oliveira de Azeméis
- Santa Maria da Feira
- São João da Madeira
- Vale de Cambra

## Geografia

### Cidades
- Fiães - 7.991 habitantes
- Lourosa - 8.636 habitantes
- Oliveira de Azeméis - 20.761 habitantes
- Santa Maria da Feira - 19.792 habitantes
- São João da Madeira - 21.713 habitantes
- Vale de Cambra - 5.386 habitantes

### Vilas
- Arouca - 5.178 habitantes
- Argoncilhe - 8420 habitantes
- Arrifana - 6551 habitantes
- Canedo
- Carregosa
- Castelões
- Cesar
- Cucujães - 9962 habitantes
- Fajões
- Lobão
- Loureiro
- Macieira de Cambra
- Mozelos
- Nogueira da Regedoura
- Nogueira do Cravo
- Paços de Brandão - 4867 habitantes
- Pinheiro da Bemposta
- Rio Meão
- Santa Maria de Lamas - 5073 habitantes
- São João de Vêr
- São Paio de Oleiros
- São Roque- 5023 habitantes
- Souto

## Infra-struturas

### Educação

#### Ensino Superior
- Escola Superior de Enfermagem da Cruz Vermelha Portuguesa de Oliveira de Azeméis - Oliveira de Azeméis
- Escola Superior de Design, Gestão e Tecnologias da Produção de Aveiro Norte (Escola Superior de Aveiro Norte) - Universidade de Aveiro - Oliveira de Azeméis
- Instituto Superior de Entre Douro e Vouga - Santa Maria da Feira
- Instituto Superior de Paços de Brandão - Paços de Brandão (Santa Maria da Feira)

## Centro Hospitalar de Entre Douro e Vouga, EPE
- Hospital de São Sebastião (Santa Maria da Feira) com Serviço de Urgência Medico-Cirurgica
- Hospital de São Miguel (Oliveira de Azeméis) com Serviço de Urgência Básica
- Hospital Distrital de São João da Madeira

## Agrupamento de Centros de Saúde de Entre Douro e Vouga I (Santa Maria da Feira)

### Centro de Saúde deSanta Maria da Feira(sede)
- Centro de Diagnóstico Pneumológico Santa Maria da Feira (Santa Maria de Lamas)
- Unidade de Saúde Familiar Egas Moniz (Santa Maria da Feira)
- Unidade de Saúde Familiar Terras de Santa Maria (Santa Maria da Feira)
- Unidade de Saúde Familiar de Fiães
- Unidade de Saúde Familiar Famílias (Lourosa)
- Unidade de Saúde Familiar Saúde Mais (pólo de Santa Maria de Lamas)
- Unidade de Saúde Familiar Saúde Mais (pólo de Paços de Brandão)
- Unidade de Saúde Familiar Sem Fronteiras (pólo de São Paio de Oleiros)
- Unidade de Saúde Familiar Sem Fronteiras (pólo de Nogueira da Regedoura)
- Unidade de Saúde Familiar Sudoeste (pólo de Arrifana)
- Unidade de Saúde Familiar Sudoeste (pólo de Souto)
- Unidade de Saúde Familiar Cuidar (pólo de São João de Vêr)
- Unidade de Saúde Familiar Cuidar (pólo de Rio Meão)
- Unidade de Cuidados de Saúde Personalizados de Argoncilhe
- Unidade de Cuidados de Saúde Personalizados de Caldas de São Jorge
- Unidade de Cuidados de Saúde Personalizados de Lobão
- Unidade de Cuidados de Saúde Personalizados de Mozelos
- Unidade de Cuidados de Saúde Personalizados de Sanguedo
- Unidade de Cuidados de Saúde Personalizados Este (pólo de Canedo)
- Unidade de Cuidados de Saúde Personalizados Este (pólo de Vale)
- Unidade de Cuidados de Saúde Personalizados Este (pólo de Vila Maior)
- Unidade de Cuidados de Saúde Personalizados Sul (pólo de Escapães)
- Unidade de Cuidados de Saúde Personalizados Sul (pólo de Milheirós de Poiares)
- Unidade de Cuidados de Saúde Personalizados Sul (pólo de Romariz)
- Unidade de Cuidados na Comunidade Santa Maria da Feira

### Centro de Saúde deArouca
- Unidade de Saúde de Arouca (sede) com Serviço de Urgência Básica
- Unidade de Saúde Familiar de Escariz
- Extensão de Saúde de Alvarenga
- Extensão de Saúde de Chave
- Extensão de Saúde de Rossas

## Centro de Saúde deOliveira de Azeméis(sede)
- Unidade de Saúde Familiar Salvador Machado (Oliveira de Azeméis)
- Unidade de Saúde Familiar La-Salette (Oliveira de Azeméis)
- Unidade de Saúde Familiar do Nordeste (pólo de Cesar)
- Unidade de Saúde Familiar do Nordeste (pólo de Carregosa)
- Extensão de Saúde de Loureiro
- Extensão de Saúde de Nogueira do Cravo
- Extensão de Saúde de Ossela
- Extensão de Saúde do Pinheiro da Bemposta
- Extensão de Saúde de São Roque
- Extensão de Saúde de Vila de Cucujães

## Centro de Saúde deSão João da Madeira
- Unidade de Saúde Familiar de São João
- Unidade de Saúde Familiar do Vale do Vouga

## Centro de Saúde deVale de Cambra
- Unidade de Saúde Familiar Calambriga
- Extensão de Saúde de Macieira de Cambra

## Transportes

### Autoestradas
- A 1  - Autoestrada do Norte
- A 29  - Autoestrada da Costa de Prata
- A 32  - Autoestrada do Douro Litoral
- A 41 CREP  - CREP - Circular Regional Exterior do Porto
- A 47  - Via Feira - Arouca (Em projeto)

## Turismo
O Entre Douro e Vouga está, ao nível turístico, abrangido pelo região de Turismo do Porto e Norte de Portugal.
Lojas interativas de turismo:
- Arouca
- Oliveira de Azeméis
- Santa Maria da Feira
- São João da Madeira

## Desporto

### Clubes de Futebol
Existem diversos clubes no Entre Douro e Vouga, sendo que 3 disputam atualmente a Liga de Honra:
- Clube Desportivo Feirense
- União Desportiva Oliveirense
- Futebol Clube de Arouca
- Associação Desportiva Sanjoanense
- Associação Desportiva Valecambrense
- Lusitânia de Lourosa Futebol Clube
- Clube de Futebol União de Lamas